# دوري هونغ كونغ لكرة القدم 1955–56
دوري هونغ كونغ لكرة القدم 1955–56 هو الموسم 11 من دوري هونغ كونغ لكرة القدم ‏. كان عدد الأندية المشاركة فيه 13، وفاز فيه نادي إيسترن سبورتس.